# حوزه انتخابیه لردگان، خانمیرزا و فلارد
حوزهٔ انتخاباتی لردگان،خانمیرزا و فلارد ، یکی از حوزه‌های استان چهارمحال و بختیاری برای انتخابات مجلس شورای اسلامی است. این حوزه به مرکزیت لردگان، ۱ نماینده دارد. شهرهای لردگان، آلونی و مال‌خلیفه مهم‌ترین شهرهای این حوزه می‌باشند.

## پی‌نوشت و منبع
1. ↑  «نتایج سرشماری عمومی نفوس و مسکن ۱۳۹۰، جمعیت شهرستان‌های کشور» (PDF). درگاه ملی آمار. بایگانی‌شده از اصلی (PDF) در ۱۱ مارس ۲۰۱۳. دریافت‌شده در شهریور ۱۳۹۰. تاریخ وارد شده در |تاریخ بازدید= را بررسی کنید (کمک)

- «جدول حوزه‌های انتخابیه در انتخابات نهمین دورهٔ مجلس شورای اسلامی» (PDF). مرکز پژوهش و سنجش افکار صدا و سیما. بایگانی‌شده از اصلی (PDF) در ۵ اكتبر ۲۰۱۸. دریافت‌شده در ۲۴ دسامبر ۲۰۱۵. تاریخ وارد شده در |archive-date= را بررسی کنید (کمک)